# Zykov Glacier
Zykov Glacier är en glaciär i Antarktis. Den ligger i Östantarktis. Nya Zeeland gör anspråk på området. Zykov Glacier ligger 2 200 meter över havet.
Terrängen runt Zykov Glacier är kuperad åt sydost, men åt nordväst är den platt. Zykov Glacier ligger uppe på en höjd. Zykov Glacier är den högsta punkten i trakten. Trakten är obefolkad. Det finns inga samhällen i närheten.